# 白須賀宿

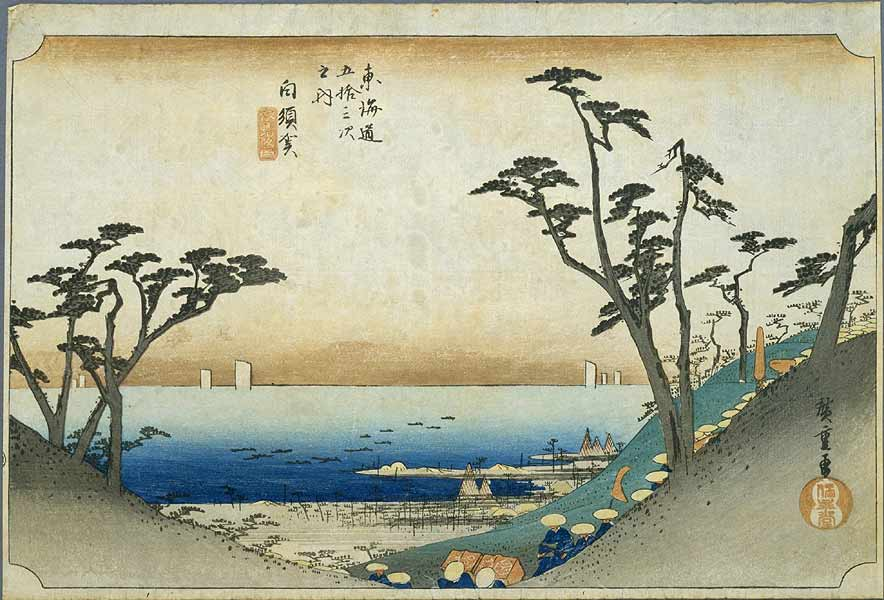
歌川広重『東海道五十三次・白須賀』

白須賀宿（しらすかしゅく、しらすかじゅく）は、東海道五十三次の32番目の宿場である。現在の静岡県湖西市白須賀。遠江国最西端で、且つ、現在の47都道府県でも静岡県最西端の宿場町である。西の加宿境宿で売られていた柏餅は、白須賀宿の名物として有名だった。

## 歴史

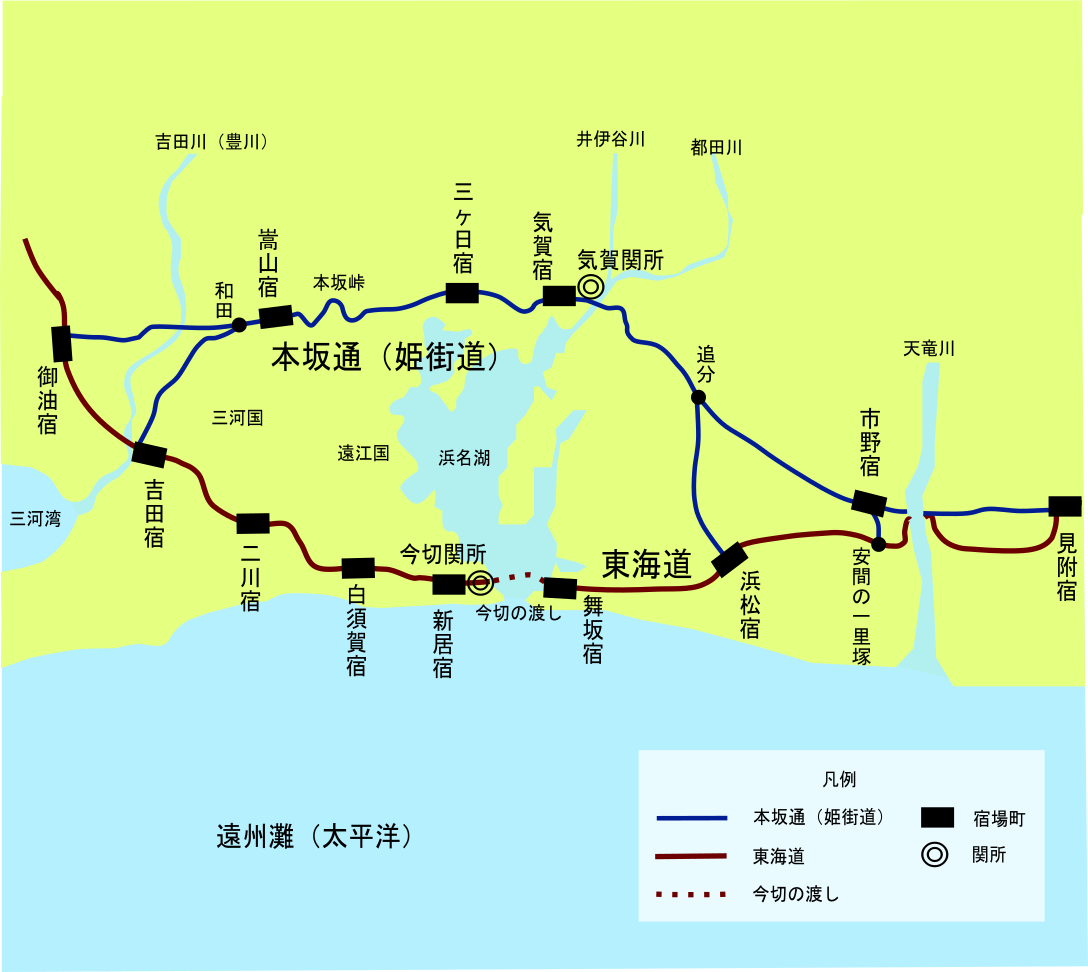
白須賀宿と浜名湖周辺の東海道

元々は海岸近くにあったが、宝永4年（1707年）に発生した宝永地震と津波により大きな被害を受けたため、その後潮見坂の上の高台に移された。天保年間の記録では旅籠が27軒と、宿場としては中規模である。
宿場が廃止された後の1889年に白須賀町が成立、1955年に湖西町（現在の湖西市）に編入された。
明治の東海道本線敷設では、東の新居宿（静岡県湖西市新居町）から白須賀宿へ至る潮見坂の勾配が蒸気機関車運転の障害となり、浜名湖沿岸の鷲津経由となったため、街の発展はなく、現在も一部に当時の家並みや面影を残している。

## アクセス
- 湖西市自主運行バス「コーちゃんバス」 (土日祝と年末年始はバス運休のためタクシー利用)
  - JR鷲津駅より20分（白須賀鷲津線）
  - JR新所原駅より20分（白須賀岡崎線）

## 史跡・みどころ
- 潮見坂
- おんやど白須賀
東海道宿駅開設400年を記念して設置された、白須賀宿に関する資料を展示する施設。入館無料。
- 火防樹

## 隣の宿
東海道
新居宿 - 白須賀宿 - 二川宿